# Libagon
Libagon (Bayan ng Libagon) är en kommun i Filippinerna. Kommunen ligger på ön Leyte, och tillhör provinsen Södra Leyte. Folkmängden uppgår till 12 907 invånare.
Libagon är indelat i 14 barangayer.

## Bildgalleri

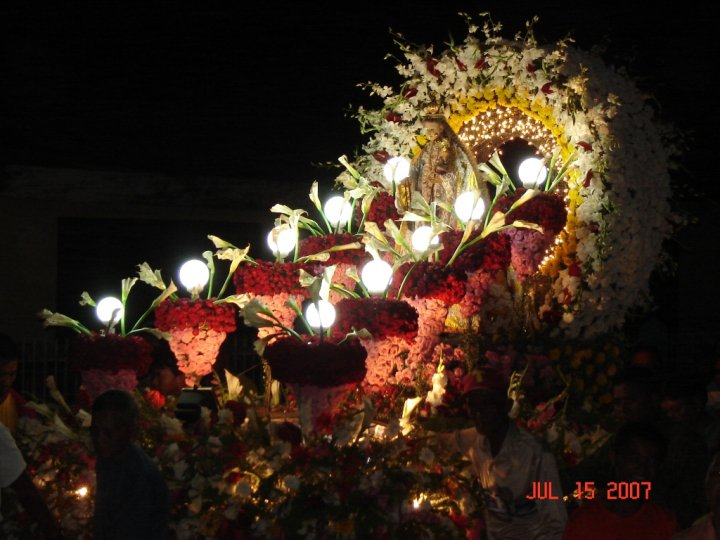
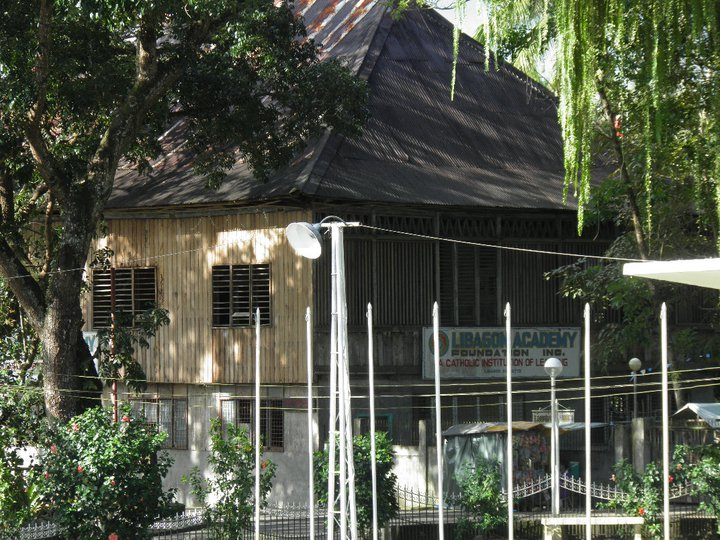
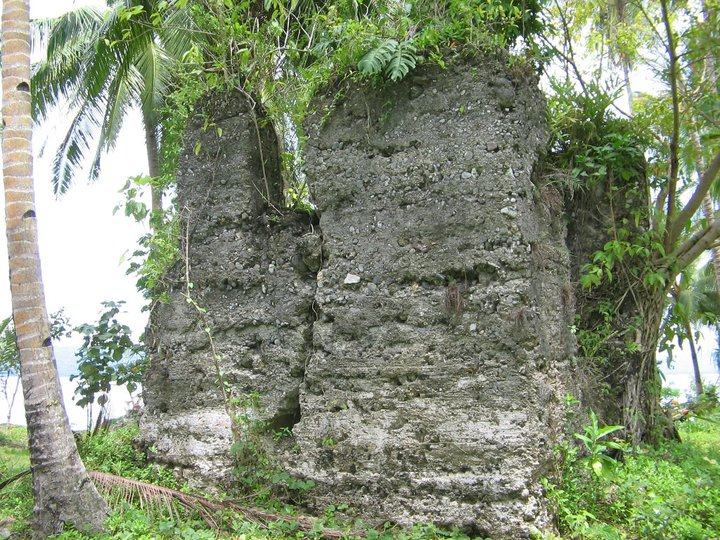
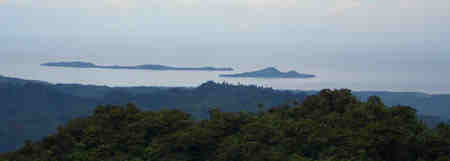
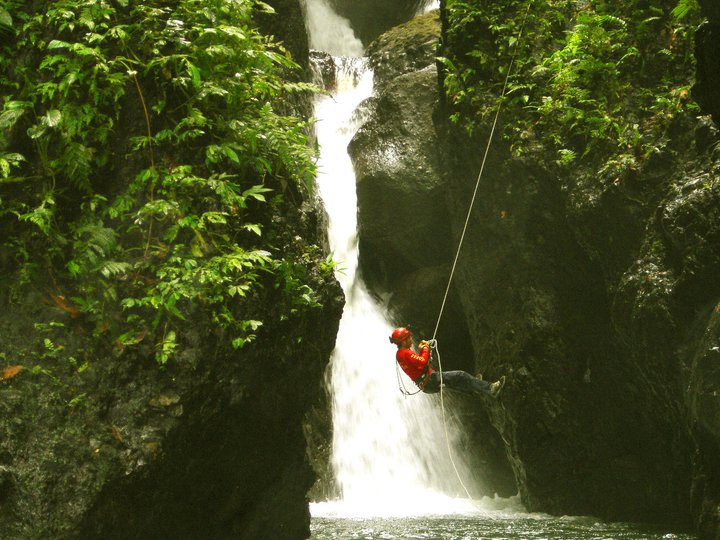